# Thanasimodes metallicus
Thanasimodes metallicus là một loài bọ cánh cứng trong họ Cleridae. Loài này được Murray miêu tả khoa học năm 1867.